# Unione Sportiva Pro Vercelli 1929-1930
Questa voce raccoglie le informazioni riguardanti l'Unione Sportiva Pro Vercelli nelle competizioni ufficiali della stagione 1929-1930.

## Stagione
Nella stagione 1929-1930 il calcio italiano conclude il lungo percorso che porta al girone unico di massima serie, chiamato Serie A. La Pro Vercelli con una nuova guida tecnica, il danubiano József Nagy, vi raccoglie 33 punti con il nono posto finale appaiato al Brescia. Lo scudetto viene vinto dall'Ambrosiana con 50 punti davanti al Genova 1893 secondo con 48 punti. Nella Pro Vercelli il 19 marzo 1930 a Busto Arsizio, vittoria (1-0) della la Pro Patria nel recupero della gara rinviata per neve il 26 gennaio, ha esordito un giovane sedicenne del vivaio vercellese Silvio Piola, l'inizio di un percorso che lascerà un solco indelebile a Vercelli e non solo.

## Divise
| 1ª divisa |

## Organigramma societario
Area direttiva
- Presidente: Fulvio Tommasucci

Area tecnica
- Allenatore: József Nagy

## Rosa
| N. |                   | Ruolo | Calciatore                 |
| -- | ----------------- | ----- | -------------------------- |
|    | Italia (bandiera) | P     | Egidio Scansetti           |
|    | Italia (bandiera) | D     | Angelo Beltaro             |
|    | Italia (bandiera) | D     | Achille Dellarole (I)      |
|    | Italia (bandiera) | D     | Mario Zanello              |
|    | Italia (bandiera) | C     | Francesco Ansaldi          |
|    | Italia (bandiera) | C     | Mario Ardissone (Capitano) |
|    | Italia (bandiera) | C     | Luigi Bajardi (I)          |
|    | Italia (bandiera) | C     | Ugo Ceria                  |
|    | Italia (bandiera) | C     | Mario Ferraris (I)         |
|    | Italia (bandiera) | C     | Alfredo Gatti              |
|    | Italia (bandiera) | C     | Germano Lanino             |

| N. |                   | Ruolo | Calciatore              |
| -- | ----------------- | ----- | ----------------------- |
|    | Italia (bandiera) | C     | Gaudenzio Nazario       |
|    | Italia (bandiera) | C     | Gino Pensotti           |
|    | Italia (bandiera) | A     | Giuseppe Agù            |
|    | Italia (bandiera) | A     | Alfredo Bajardi (II)    |
|    | Italia (bandiera) | A     | Francesco Borello       |
|    | Italia (bandiera) | A     | Luigi Casalino          |
|    | Italia (bandiera) | A     | Pietro Ferraris (II)    |
|    | Italia (bandiera) | A     | Silvio Piola            |
|    | Italia (bandiera) | A     | Ferdinando Santagostino |
|    | Italia (bandiera) | A     | Giuseppe Seccatore      |

## Risultati

### Serie A

#### Girone d'andata
| Arbitro: | Carraro (Padova) |

|                                  |           |                                      |
| Bajardi 3’ Santagostino 54’, 62’ | Marcatori | 5’, 31’ Chiecchi 36’ (aut.) Ferraris |

| Arbitro: | Lenti (Genova) |

|              |           |  |
| Casalino 23’ | Marcatori |  |

| Arbitro: | Rovida (Milano) |

|               |           |              |
| Piccaluga 34’ | Marcatori | 80’ Casalino |

| Arbitro: | Guarnieri (Milano) |

|                                  |           |  |
| Gadaldi 10’ (aut.) Seccatore 61’ | Marcatori |  |

| Arbitro: | Turbiani (Ferrara) |

|                                                  |           |                    |
| Munerati 7’, 49’, 61’, 80’ Varglien 13’ Orsi 73’ | Marcatori | 81’ (rig.) Zanello |

| Arbitro: | Bonello (Venezia) |

|                               |           |             |
| Rocco 23’, 30’ De Manzano 66’ | Marcatori | 41’ Bajardi |

| Arbitro: | Caironi (Milano) |

|                 |           |  |
| Bajardi 6’, 68’ | Marcatori |  |

| Cremona 24 novembre 1929 8ª giornata | Cremonese       | 0 – 0 referto | Pro Vercelli | Stadio Giovanni Zini\| Arbitro: \| Giorgi (Milano) \| |
| Arbitro:                             | Giorgi (Milano) |               |              |                                                       |

| Arbitro: | Rovida (Milano) |

|                        |           |                          |
| Gatti 18’ Casalino 67’ | Marcatori | 17’ Ferrari 25’ Chierico |

| Arbitro: | Melandri (Bologna) |

|                                                       |           |            |
| Seccatore 17’ Santagostino 25’, 83’ Casalino 29’, 84’ | Marcatori | 34’ Oriani |

| Arbitro: | Pessato (Monfalcone) |

|              |           |              |
| Mihalich 30’ | Marcatori | 5’ Seccatore |

| Arbitro: | Turbiani (Ferrara) |

|                                                    |           |                  |
| Rossetti 1’, 60’, 90’ Libonatti 42’ Baloncieri 69’ | Marcatori | 79’ Santagostino |

| Arbitro: | A.Gama (Milano) |

|                                                           |           |                      |
| Casalino 17’ A.Bajardi 52’ Santagostino 54’ L.Bajardi 75’ | Marcatori | 39’ (aut.) Scansetti |

| Arbitro: | Mastellari (Bologna) |

|  |           |                  |
|  | Marcatori | 41’ Santagostino |

| Arbitro: | Lenti (Genova) |

|               |           |  |
| Reguzzoni 61’ | Marcatori |  |

| Arbitro: | Lenti (Genova) |

|                             |           |              |
| Gatti 7’, 44’ Ardissone 85’ | Marcatori | 1’ Malatesta |

| Arbitro: | Pessato (Monfalcone) |

|                |           |                    |
| Maini 32’, 55’ | Marcatori | 50’, 73’ Seccatore |

#### Girone di ritorno
| Arbitro: | Giorgi (Milano) |

|                     |           |  |
| Levratto 74’ (rig.) | Marcatori |  |

| Arbitro: | Gonani (Ravenna) |

|                                          |           |  |
| Blasevich 34’ Meazza 52’, 61’ Povero 71’ | Marcatori |  |

| Arbitro: | Carraro (Padova) |

|                       |           |               |
| Bajardi 29’ Gatti 42’ | Marcatori | 10’ De Pietri |

| Arbitro: | Mastellari (Bologna) |

|              |           |  |
| Prosperi 21’ | Marcatori |  |

| Arbitro: | Sassi (Roma) |

|           |           |  |
| Gatti 43’ | Marcatori |  |

| Arbitro: | Scorzoni (Bologna) |

|                                                                                     |           |  |
| Gazzari 5’ (aut.) Ferraris 17’ Zanello 21’ (rig.), 81’ Bajardi 37’ Santagostino 90’ | Marcatori |  |

| Arbitro: | Rovida (Milano) |

|                                                                               |           |  |
| Chini Ludueña 27’ Volk 43’, 54’, 85’ Benatti 66’ Fasanelli 75’ Bernardini 76’ | Marcatori |  |

| Arbitro: | Caironi (Milano) |

|                             |           |                 |
| Gatti 10’, 77’ Ferraris 17’ | Marcatori | 31’, 67’ Serdoz |

| Arbitro: | Turbiani (Ferrara) |

|  |           |                           |
|  | Marcatori | 2’ Seccatore 37’ Casalino |

| Arbitro: | Galassi (Torino) |

|                                            |           |  |
| Monti 16’ Prendato 39’, 84’ Lamon 66’, 80’ | Marcatori |  |

| Arbitro: | Carraro (Padova) |

|                                         |           |  |
| Casalino 21’ Gatti 23’, 57’ Bajardi 25’ | Marcatori |  |

| Arbitro: | Turbiani (Ferrara) |

|  |           |                   |
|  | Marcatori | 24’, 84’ Rossetti |

| Arbitro: | Mazzarini (Roma) |

|              |           |               |
| Magnozzi 48’ | Marcatori | 84’ Seccatore |

| Arbitro: | Garbieri (Genova) |

|                             |           |  |
| Sternisa 12’, 64’ Borgo 38’ | Marcatori |  |

| Vercelli 11 giugno 1930 32ª giornata | Pro Vercelli  | 0 – 0 referto | Pro Patria | Campo piazza Conte di Torino\| Arbitro: \| Dani (Genova) \| |
| Arbitro:                             | Dani (Genova) |               |            |                                                             |

| Arbitro: | U.Gama (Milano) |

|                                |           |                           |
| Malatesta 14’ Pastore 37’, 66’ | Marcatori | 58’ Seccatore 76’ Bajardi |

| Arbitro: | Scarpi (Dolo) |

|                  |           |                            |
| Ferraris 8’, 38’ | Marcatori | 47’ Maini 85’ (rig.) Pitto |

## Statistiche

### Statistiche di squadra
| Competizione | Punti | In casa | In casa | In casa | In casa | In casa | In casa | In trasferta | In trasferta | In trasferta | In trasferta | In trasferta | In trasferta | Totale | Totale | Totale | Totale | Totale | Totale | DR |
| Competizione | Punti | G       | V       | N       | P       | Gf      | Gs      | G            | V            | N            | P            | Gf           | Gs           | G      | V      | N      | P      | Gf     | Gs     | DR |
| ------------ | ----- | ------- | ------- | ------- | ------- | ------- | ------- | ------------ | ------------ | ------------ | ------------ | ------------ | ------------ | ------ | ------ | ------ | ------ | ------ | ------ | -- |
| Serie A      | 33    | 17      | 11      | 4       | 2       | 40      | 16      | 17           | 1            | 5            | 11           | 12           | 44           | 34     | 12     | 9      | 13     | 52     | 60     | -8 |

### Statistiche dei giocatori
| Giocatore        | Serie A  | Serie A |
| Giocatore        | Presenze | Reti    |
| ---------------- | -------- | ------- |
| G. Agù           | 1        | 0       |
| F. Ansaldi       | 2        | 0       |
| M. Ardissone     | 33       | 1       |
| A. Bajardi (II)  | 28       | 4       |
| L. Bajardi (I)   | 31       | 6       |
| A. Beltaro       | 5        | 0       |
| L. Casalino      | 27       | 8       |
| U. Ceria         | 1        | 0       |
| A. Dellarole (I) | 30       | 0       |
| M. Ferraris (I)  | 31       | 1       |
| P. Ferraris (II) | 23       | 4       |
| A. Gatti         | 21       | 9       |
| G. Lanino        | 1        | 0       |
| G. Nazario       | 2        | 0       |
| G. Pensotti      | 19       | 0       |
| S. Piola         | 4        | 0       |
| F. Santagostino  | 17       | 7       |
| E. Scansetti     | 34       | -60     |
| G. Seccatore     | 31       | 8       |
| M. Zanello       | 32       | 3       |